# Prion de Forster
Pachyptila vittata · Prion à large bec
Espèce
Statut de conservation UICN

 LC  : Préoccupation mineure
Le Prion de Forster (Pachyptila vittata) ou Prion à large bec, est une espèce d'oiseaux de la famille des Procellariidae.

## Nomenclature
Son nom commémore le naturaliste allemand Johann Reinhold Forster (1729-1798).

## Répartition
Cet oiseau niche à travers les îles sub-antarctiques.